# Browning M1919
Browning M1919 là một loại súng máy đa chức năng, súng máy hạng trung cỡ nòng 7.62mm của Mỹ, đây là một trong những súng máy nổi tiếng nhất của John Browning. Nó được quân đội Mỹ cũng như nhiều quân đội khác trên thế giới sử dụng trong suốt thế kỷ XX.
Còn có tên gọi khác là Súng máy 30 cal và Browning 30 cal. Nó có thể đóng nhiều vai trò như vũ khí của bộ binh, súng phòng không,... Ngoài ra, nó cũng có thể gắn trên xe tăng, máy bay, tàu tuần tra, tàu chở lính,...
Mẫu M1919 được nhà thiết kế John Browning thiết kế lại từ mẫu súng máy hạng nặng Browning M1917 của ông. Nó trở thành vũ khí chiến đấu tiêu chuẩn cấp trung đội của quân đội Mỹ trên khắp các mặt trận của thế chiến thứ hai. Không những thế, nó cũng được Mỹ bán cho những nước Đồng minh khác để họ có vũ khí đánh quân phát xít. Khi Browning M1919 thuộc sở hữu của quân đội Anh, các kỹ sư Anh đã tiến hành chuyển đổi cỡ đạn từ .30-06 Springfield sang .303 British để phù hợp hơn với quân đội Anh. Quân đội Anh trang bị nó cho máy bay Spitfire và Hawker Hurricane của Không quân Hoàng gia Anh.
Browning M1919 cũng xuất hiện tại Việt Nam trong thời kỳ chiến tranh Việt Nam với vai trò là súng máy tiêu chuẩn của quân đội Pháp. Khi Quân đội Nhân dân Việt Nam đánh thắng Pháp, họ đã tịch thu rồi sử dụng lại rất nhiều. Hiện tại, Browning M1919 đã được Việt Nam đưa vào viện bảo tàng để trưng bày.
Từ năm 1954 trở đi, các kĩ sư Mỹ đã chuyển đổi loại đạn .30-06 Springfield thành cỡ đạn 7,62x51mm NATO để sử dụng. Đến nay, Mỹ đã đưa nó vào bảo tàng, vì giờ đây, Mỹ đã có những súng máy khác hiện đại hơn như M60, FN M249 và M240.
Từ những năm 1970 đến nay, khẩu súng máy này thường có mặt trong những bộ phim chiến tranh của nhiều nước khác nhau, phim của Việt Nam cũng xuất hiện như: Dưới cờ đại nghĩa, Vó ngựa trời Nam, Đất phương Nam,...

## Các nước sử dụng
- Hoa Kỳ[5]

- Vương quốc Liên hiệp Anh và Bắc Ireland[6]
- Argentina[7]
- Úc[8]
- Botswana[9]
- Burundi[10]
- Trung Phi[11]
- Cộng hòa Dominica[12][10]
- El Salvador[10]
- Pháp[13][14]
- Gabon[10]
- Guatemala[10]
- Ý[10]
- Vatican
- Thụy Sĩ
- Đài Loan[15]
- Hàn Quốc: Được viện trợ bởi Hoa Kỳ trước và sau chiến tranh Triều Tiên.[16]
- Trung Quốc
- Campuchia[17]
- New Zealand[18]
- Nigeria[19]
- Myanmar
- Lào[20]

- Costa Rica[10]
- Áo: Sử dụng 1605 khẩu M1919A4 vào những năm 1970, được gọi là MG-A4
- Đức Quốc xã: Tịch thu từ quân đội Mỹ
- Bỉ
- Hy Lạp[10]
- Panama[10]
- Haiti[10]
- Iran[10]
- Ireland[21]
- Luxembourg
- Israel[10][22]
- Colombia[23][10]
- Liberia[10]
- Philippines[24]
- Sierra Leone[25]
- Somalia[26]
- Nam Phi[10][27]
- Tây Ban Nha[10]
- Uruguay
- Đan Mạch: Được gọi là 7,62 MG M/52[28][10]
- Chile[29]
- Thái Lan[10]
- Tunisia[10]
- Thổ Nhĩ Kỳ[30]
- Canada[10]
- México[10]
- Brasil
- Liberia
- Nhật Bản: Dùng sau chiến tranh.[31]
- Zaire[32]
- Bồ Đào Nha
- Rhodesia
- Mauritania[10]

- Cuba[33]
- Việt Nam[34]